# 尖果水苦荬
尖果水苦荬（学名：Veronica oxycarpa）为車前草科婆婆纳属下的一个种。

## 扩展阅读
- 維基物種上的相關：尖果水苦荬